# Angora Turcească
Angora Turcească (în turcă: Ankara Kedisi) este o rasă de pisică de casă. Angorele turcești fac parte din speciile antice de pisici, apărute natural, originare din centrul Turciei, în regiunea Ankarei.